# Ad Sluijter

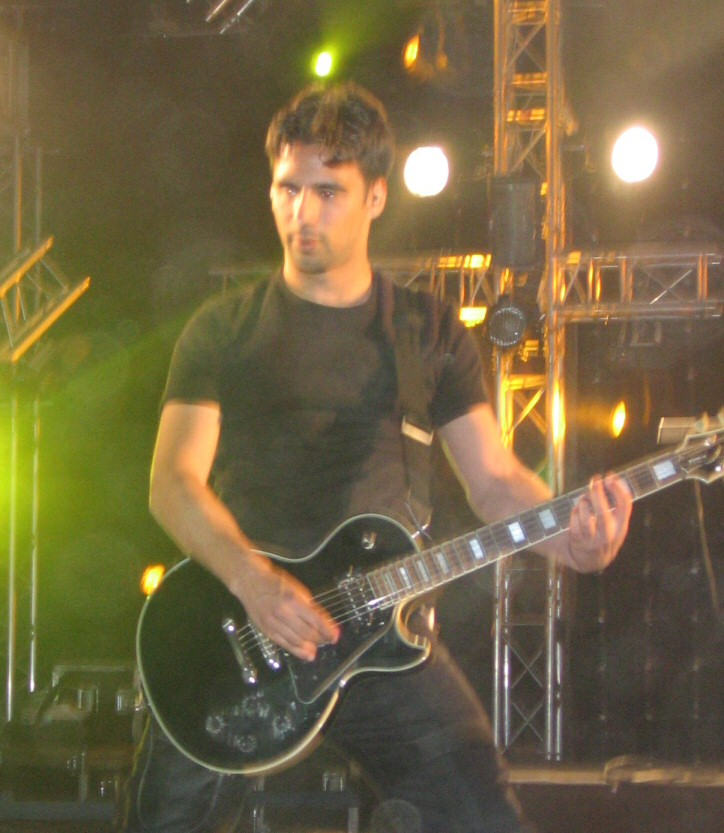
Ad Sluijter în 2006

Ad Sluijter (n. 29 noiembrie 1981) este unul dintre foștii chitariștii ai formației neerlandeze de metal simfonic Epica.